# Responsabilité du fait personnel en France
 (octobre 2018).
Le régime de responsabilité du fait personnel est un régime de responsabilité délictuelle dans lequel le fait générateur de responsabilité est le fait personnel de l'auteur du dommage. 

## Histoire
Ce régime de responsabilité est particulièrement marqué, à son origine, par une vision moraliste : la faute est un comportement contraire à l'organisation sociale. Il s'agissait alors d'une appréciation subjective de la faute qui, si elle permettait d'adresser un reproche clair à l'auteur du dommage, empêchait aux victimes d'être réparées. Avec le développement du machinisme, la multiplication des dommages comme de leur gravité, l'appréciation de la faute est devenue de plus en plus objective, considérée comme un manquement à une obligation préexistante, afin de favoriser les victimes dans l'indemnisation de leurs dommages. C'est ce qu'on appelle le courant victimologiste[réf. nécessaire].
Si la faute est appréciée de plus en plus de façon plus objective, ce régime de responsabilité reste celui d'une responsabilité subjective, s'intéressant à la faute de l'auteur du dommage. D'autres régimes de responsabilité, en effet, n'exigent pas de faute de l'auteur du dommage, et sont alors qualifiées de responsabilités objectives.
En outre, le principe édicté à l'article 1240 du code civil français répond à l'exigence constitutionnelle posée à l'article 4 de la Déclaration des droits de l'homme et du citoyen selon lequel nul n'a le droit de nuire à autrui,. La formulation est reprise mot pour mot lors des questions prioritaires de constitutionnalité (QPC) posées devant le Conseil constitutionnel.

## Textes légaux
Le fait personnel est posé par les articles 1240 et 1241 du Code civil français, anciennement les articles 1382 et 1383 avant la réforme du droit commun des obligations entré en vigueur le 1er octobre 2016 :
« Tout fait quelconque de l'homme, qui cause à autrui un dommage, oblige celui par la faute duquel il est arrivé à le réparer. »
— Article 1240
« Chacun est responsable du dommage qu'il a causé non seulement par son fait, mais encore par sa négligence ou par son imprudence. »
— Article 1241
S'il s'agit bien de deux dispositions différentes, le principe posé est le même : celui qui commet une faute doit pouvoir en réparer les conséquences. L'article 1241 élargit cette faute, en considérant que la négligence comme l'imprudence sont aussi susceptibles d'engager une responsabilité civile.

## Les conditions relatives au fait personnel

### Conditions d'engagements de la responsabilité du fait personnel

#### Un dommage
Il faut prouver l'existence d'un dommage qui doit nécessairement être direct, certain, personnel et licite.

#### Une faute civile
En droit pénal, pour qu'un prévenu soit condamnable, il faut qu'il ait commis une faute constitutive d'une infraction définie, condamnée et assortie d'une peine par le législateur, ce qui constitue un élément légal.
Dans le cadre de la faute civile, on ne s'intéresse pas à cet élément légal ni à un élément moral, mais uniquement à un élément matériel. Aux termes même de l'article 1240 du Code civil, il faut un fait personnel, un « fait de l'homme ». Cet élément matériel a un domaine large et couvre de nombreux types d'actes : des fautes positives (dites de commissions) aux fautes négatives (une abstention ou une omission) ou encore des fautes intentionnels aux fautes d'imprudences ou de négligences.
Marcel Planiol, professeur de droit français, a tenté de donner une définition de la faute civile dans son Traité élémentaire de droit civil, dans lequel il explique que la faute civile « est un comportement que l'on peut juger défectueux soit parce qu'il est inspiré par l'intention de nuire, soit parce qu'il va à l'encontre d'une règle juridique, soit parce qu'il apparaît déraisonnable et maladroit ».
Communément, la faute civile est constituée selon deux références :
- le viol d'une règle de droit préexistante (Décret, arrêté, loi, etc.) : il s'agit du non-respect matériel et manifeste d'une disposition légale.
- le viol du standard de l'homme raisonnable ou du bon père de famille : la constitution de la faute repose sur un comparatif entre l'idéal d'un homme prudent et diligent face au fait personnel qui est jugé. Si un clivage s'installe entre l'idéal et le fait personnel jugé, la faute peut être constituée.

Enfin, l'élément subjectif de la faute n'a plus lieu d'être en France. En effet la faute est désormais exclusivement objective depuis les cinq décisions de l'assemblée plénière de la Cour de cassation du 9 mai 1984.

#### Un lien de causalité
C'est le lien de droit entre la faute civile constituée et le dommage provoqué et vécu par la victime.

### Conditions d'exonérations de la responsabilité du fait personnel
Le fait personnel est un fait générateur qui n'est pas de plein droit. C'est-à-dire que la personne peut être exonérée en prouvant qu'elle n'a pas fait de faute civile. Derrière cette simplicité se trouve en réalité un critère phare du régime du fait personnel : en effet, la plupart des autres régimes de responsabilités civiles sont désormais de plein droit et il n'est plus possible de s'exonérer du régime civil en prouvant la non-constitution d'une faute. Cela traduit aussi une désacralisation de la faute civile en responsabilité délictuelle.

#### La non imputabilité de la faute
Traditionnellement, la faute délictuelle supposait, au-delà de la violation d'une norme, que le responsable ait eu conscience de la portée de ses actes. Ainsi, les aliénés mentaux et les infans étaient reconnus non responsables sur le terrain délictuel.
Puis la jurisprudence a opéré plusieurs revirements :
- Dans un premier temps, la jurisprudence n'admettait pas l'irresponsabilité si la privation de raison était volontaire (drogue, alcool, etc.). La loi 68-5 du 3 janvier 1968 portant réforme du droit des incapables majeurs est venu confirmer ceci, dès lors l'article 489-2 devenu  414-3 du Code civil dispose que :

"Celui qui a causé un dommage à autrui alors qu'il était sous l'empire d'un trouble mental n'en est pas moins obligé à réparation."
- Dans un second temps, cinq arrêts de l'Assemblée plénière en date du 9 mai 1984, sont venus éclairer la situation de l'infans. Ainsi, l'infans est reconnu responsable de ses fautes quand bien même il ne disposerait pas d'une capacité de discernement de nature à avoir conscience de la portée de ses actes.

Dès lors, le droit positif ne se préoccupe plus du caractère subjectif de la faute, c'est-à-dire de la capacité de discernement du responsable. La faute est désormais purement objective, le but étant une meilleure indemnisation des victimes.

#### Les circonstances extérieures
- La force majeure
- L'ordre de la loi et le commandement de l'autorité légitime

Il s'agit de la situation dans laquelle le comportement qualifié de fautif a été réalisé sur ordre d'une autorité administrative ou étatique. Dès lors, le fautif se verra exonérer de sa responsabilité si et seulement si cet ordre n'était manifestement pas illégal.
- L'état de nécessité

Il s'agit de la situation dans laquelle l'auteur cause un dommage dans le but d'en éviter un pire pour lui-même ou pour autrui. Dès lors, la responsabilité de l'auteur ne sera pas engagée si et seulement si l'éventualité du pire dommage n'était pas due à une faute de l'auteur.

#### Les circonstances propres à la victime

##### Les conventions de non responsabilité
Juridiquement, rien ne s'oppose à ce qu'une clause limitative de responsabilité, voire une clause de non-responsabilité intègre une convention. Toutefois, en matière délictuelle il ne s'agit pas d'une relation contractuelle. Ainsi la jurisprudence reste hostile à ce type de convention car elle estime que la responsabilité délictuelle est d'ordre public et donc qu'on ne peut y déroger par une clause.

##### Les attitudes unilatérales de la victime
- L'état de légitime défense

Si la faute que l'on reproche n'est que la conséquence d'une légitime défense, alors l'auteur s'en retrouve exonéré.
- Le consentement de la victime au préjudice

En cas de dommage matériel, ce consentement a une vertu exonératoire. En cas de dommage physique par contre, il n'y a pas de vertu exonératoire en principe. En effet, il y a une exception en matière médicale et sportive, la faute sera exonérée.

## La faute dans l'exercice d'un droit
Il peut arriver que l'exercice d'un droit provoque un préjudice à autrui. Le fameux arrêt Clément-Bayard de 1915 illustre parfaitement bien cette situation. En l'espèce, un homme avait installé des pieux dans son jardin dans le but d'empêcher des dirigeables d'Adolphe Clément-Bayard d'atterrir sur la piste limitrophe de son jardin, arguant que son droit de propriété l'autorisait à faire ce que bon lui semblait sur son terrain. La Chambre des requêtes lui donna tort, affirmant qu'un droit doit être utilisé pour défendre les intérêts de son titulaire et non pour nuire à autrui. 
Des juristes du début du XXe siècle tels que Marcel Planiol pensaient que l'utilisation d'un droit ne pouvait jamais engendrer une responsabilité délictuelle. La jurisprudence a reconnu le contraire lorsque l'utilisation de ce droit est abusive.
On peut distinguer trois types de fautes liées à la responsabilité du fait personnel :
- La violation d'une règle de comportement (lois, règlements…) ;
- Les comportements déraisonnables ou maladroits ;
- L'abus de droit (arrêt Clément-Bayard).

Si la responsabilité délictuelle est constatée, le remboursement du préjudice se fera par dommages-intérêts.